# Didier Migaud
Didier Jaques Mingaud (Saint-Symphorien, 6 giugno 1952) è un politico e funzionario francese, dal 21 settembre al 23 dicembre 2024 ministro della Giustizia nel governo Barnier.
Deputato per il Partito Socialista dal 1988 al 2010, dal 2007 al 2010 è stato presidente della commissione Finanze dell'Assemblea nazionale. Dal 2010 al 2020 è stato primo presidente della Corte dei conti. Nel 2020 è stato nominato presidente dell'Alta Autorità per la trasparenza della vita pubblica.

## Biografia
Didier Jacques Migaud è nato il 6 giugno 1952 a Saint-Symphorien (allora comune indipendente, oggi parte di Tours) dal matrimonio tra Jaques, notaio, e Denyse Julliot.
Dopo aver frequentato le scuole elementari a Château-Chinon, quindi le scuole medie e superiori a Nevers, Didier Migaud si è laureato in giurisprudenza presso l'Istituto di studi politici di Lione. Ha poi conseguito un diploma di studi superiori (DES) in diritto pubblico e un altro in scienze politiche.
Il 30 settembre 1989 ha sposato Patricia Brigand, insegnante. La coppia ha avuto tre figli.
Il 21 settembre 2024 è nominato ministro della giustizia.
Il 27 settembre 2024, in occasione di un'intervista per France Inter, interrogato sulla sua posizione a proposito dello stupro e dell'introduzione della nozione di consenso nella legge francese, si è dichiarato favorevole. La domanda durante l'intervista, deriva dal forte dibattito di società che anima la Francia a seguito del Processo per gli stupri di Mazan.